# Ramal A14 del Ferrocarril Belgrano
El Ramal A14 pertenecía al Ferrocarril General Belgrano, Argentina.

## Ubicación
Se hallaba en la provincia de Córdoba dentro del departamento Punilla.

## Características
Era un ramal industrial de la red de vía estrecha del Ferrocarril General Belgrano, cuya extensión era de 4 km entre la cabecera Thea y las canteras ubicadas en las sierras. A 2014, sus vías se encuentran abandonadas y desmanteladas.